# Гераклиды (Эсхил)
«Гераклиды» (др.-греч. Ἡρακλεῖδαι) — трагедия древнегреческого драматурга Эсхила (первая половина V века до н. э.), посвящённая мифам о Геракле и его потомках. Её текст почти полностью утрачен.

## Сюжет и судьба пьесы

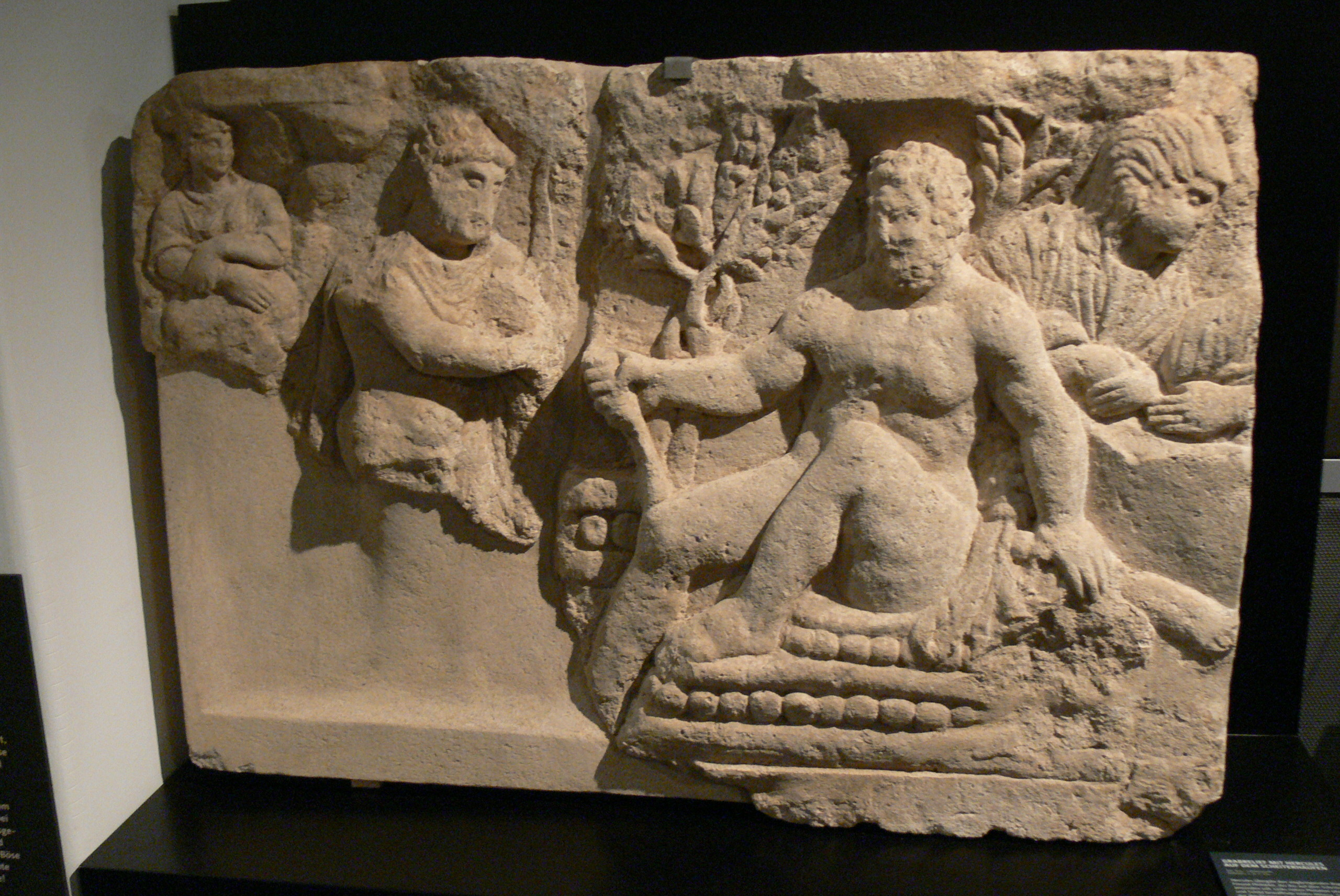
Геракл на костре. Рельеф II века н. э.

В источниках нет точной информации о сюжете «Гераклидов». Судя по названию, речь в ней должна была идти о потомках Геракла, но во всех сохранившихся фрагментах говорится о нём самом: о победе над Герионом, о страданиях Геракла из-за отравленной одежды, о том, как его несли на костёр вверх по склону горы Эта. Исследователи допускают, что в центре сюжета было, как и в «Гераклидах» Еврипида, заступничество Афины за сыновей Геракла, которых сразу после смерти героя преследовал царь Еврисфей; все сохранившиеся места могли относиться к отступлениям от основной темы.
В общей сложности Эсхил написал не меньше четырёх пьес о Геракле, но тетралогия из них не выстраивается: две из этих пьес — сатировские драмы («Лев» и «Вестники»). Вторая трагедия — «Алкмена», от которой сохранилось только одно слово и сюжет которой тоже остаётся неясным. От «Гераклидов» до нашего времени дошли несколько фрагментов. В одном из них Геракл говорит: «Беды страшней, чем эта, мне не выдержать».